# Turó de Moixell
El Turó de Moixell és una muntanya de 581 metres que es troba al municipi de Gualba, a la comarca del Vallès Oriental.